# Richtersius coronifer
Genre
Synonymes
- Richtersia Pilato & Binda, 1987 nec Steiner, 1916

Espèce
Synonymes
- Macrobiotus coronifer Richters, 1903

Richtersius coronifer, unique représentant du genre Richtersius, est une espèce de tardigrades de la famille des Richtersiidae. 

## Distribution
Cette espèce se rencontre en Europe, en Turquie, au Népal et en Colombie.

## Étymologie
Ce genre est nommé en l'honneur de Ferdinand Richters.

## Publications originales
- Richters, 1903 : Nordische Tardigraden Zoologische Anzeiger, vol. 27, p. 168-172 (texte intégral).
- Pilato & Binda, 1989 : Richtersius, nuovo nome generico in sostituzione di Richtersia Pilato e Binda, 1987 (Eutardigrada). Animalia (Catania), vol. 16, p. 147-148.
- Pilato & Binda, 1987 : Richtersia, nuovo genere di Macrobiotidae, e nuova definizione di Adorybiotus Maucci e Ramazzotti, 1981 (Eutardigrada). Animalia (Catania), vol. 14, p. 147-152.